# Horst-Franz Degen
Horst-Franz Degen (* 7. November 1954) ist ein ehemaliger deutscher Fußballspieler.

## Karriere
Als 19-jähriger Nachwuchsspieler machte Horst Degen 1973 seine ersten Einsätze für Fortuna Düsseldorf in der Fußball-Bundesliga, kam aber nicht über die Rolle des Ergänzungsspielers hinaus. Der aus Niederzissen bei Koblenz stammende Mittelfeldspieler wechselte daraufhin in die 2. Bundesliga und absolvierte zwischen 1976 und 1986 über 220 Spiele für Fortuna Köln, den 1. FC Bocholt und Rot-Weiß Oberhausen. Für Bocholt und Oberhausen spielte er auch in der Oberliga Nordrhein.
Horst Degen bestritt insgesamt zwölf Bundesliga-Spiele und 226 Zweitligaspiele und erzielte dabei vier Tore.